# Лардаро
Лардаро (итал. Lardaro) — коммуна в Италии, располагается в провинции Тренто области Трентино-Альто-Адидже.
Население составляет 205 человек (2011 г.), плотность населения составляет 19 чел./км². Занимает площадь 10 км². Почтовый индекс — 38080. Телефонный код — 0465.
Покровителем коммуны почитается святой архангел Михаил празднование 29 сентября.

## Демография
Динамика населения:

## Администрация коммуны
- Официальный сайт: http://www.comune.lardaro.tn.it/